# Amel Bent
Amel Bent Bachir, més coneguda pel nom artístic d'Amel Bent, (Joué-lès-Tours, 21 de juny de 1985) és una cantant francesa, que ha viscut sempre a La Courneuve amb el seu pare algerià i la seva mare marroquina.
El seu salt professional va començar després d'arribar a les semifinals del reality show Nouvelle Star, versió francesa d'Operación Triunfo. Malgrat que no va arribar a la final, alguns productors s'hi van fixar, i va poder gravar el seu primer àlbum, titulat: Un jour d'été, llançat al mercat el novembre de 2004. L'àlbum va vendre més de 600.000 còpies únicament a França. L'èxit de l'àlbum va ser degut sobretot a la cançó Ma philosophie, que va estar durant sis setmanes en el número 1 a les llistes de vendes a França.

## Discografia

### Àlbums
| • Un Jour d'été (2004) |
| --- |
| 1. Je suis (Na na na) 2. Ma philosophie 3. Le temps passe 4. Le droit à l'erreur 5. Mes racines 6. Ne retiens pas tes larmes 7. Pardonnez-moi 8. J'attends 9. Quand elle chante 10. Auprès des miens 11. Partis trop tôt (amb Kery James) 12. Je me sens vivre 13. Ne retiens pas tes larmes (Piano-Veu) 14. Eye of the Tiger |

| • À 20 ans (2007) |
| --- |
| 1. Nouveau Français 2. J'ai changé d'avis 3. A 20 ans (amb Diam's) 4. Chanson pour papa 5. Compliquée 6. Tu n'es plus là 7. Croyez-en moi 8. Comme tous les soirs 9. Désolée 10. Si tu m'entends 11. Scandale 12. Je reste seule 13. Je voulais juste que tu m'aimes 14. Tu n'es plus là (Versió Piano-Veu) |

| • Un Jour d'été (2009) |
| --- |
| 1. Où je vais 2. Cette idée-là 3. Je ne suis pas elle 4. L'amour 5. A trop t'aimer 6. Je me sens bien 7. La menteuse (amb Kayline) 8. Le mal de toi 9. Forte 10. Famille décomposée 11. Un bout de papier |

### Senzills
- 2004: Ma Philosophie
- 2005: Le Droit A L'Erreur
- 2005: Ne Retiens Pas Tes Larmes
- 2006: Eye of the Tiger
- 2007: Nouveau Français
- 2007: À 20 Ans
- 2008: Tu n'es plus là
- 2008: Désolée
- 2008: Vivre Ma Vie
- 2009: Où je vais
- 2010: Le mal de toi
- 2010: Je me sens bien
- 2010: Cette idée-là